# BMW Neue Klasse
L'appellation BMW Neue Klasse (BMW « Nouvelle Classe ») fait référence à plusieurs familles de modèles du constructeur automobile allemand BMW, produites du début des années 1960 au début des années 1970. Elle concerne :
- les berlines de la série BMW 1500 (1962-1964) ;
- les berlines de la série BMW 1600 (1964-1966) ;
- les berlines de la série BMW 1800 (1963-1971) ;
- les berlines et coupés sportifs de la série BMW 2000 (1966-1972).

En 1972, cette famille de routières est remplacée par la BMW Série 5.

## Neue Klasse berline

### BMW 1500
Article principal : BMW 1500

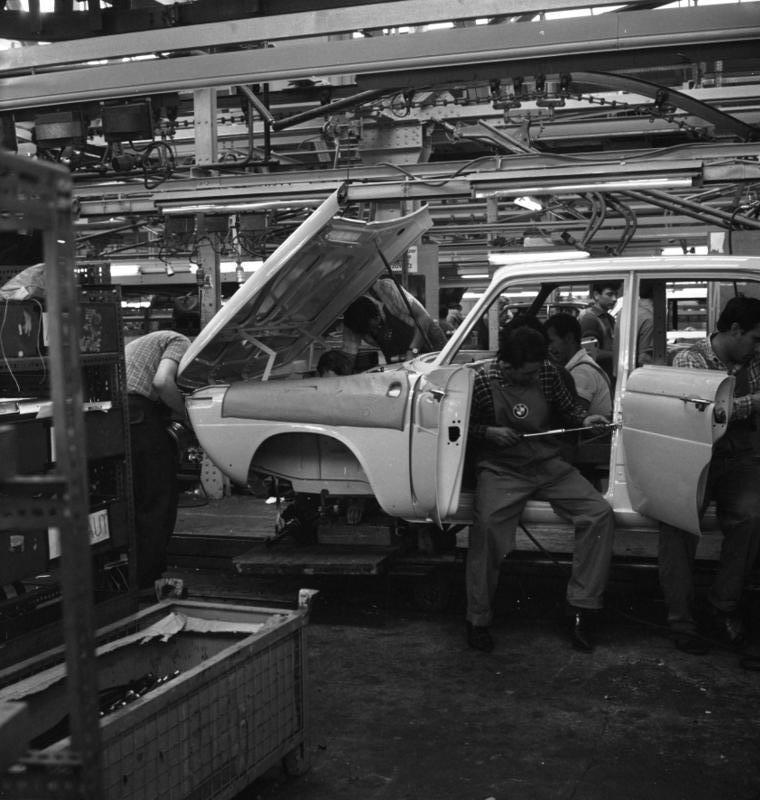
Assemblage des BMW 1800 et 2000 à l’usine de Munich

En 1961, la berline à hayon BMW 1500 (désignation interne BMW Type 115) est présentée au Salon de l'automobile de Francfort (IAA) et accueillie avec enthousiasme par la presse spécialisée et par le public. La carrosserie a été créée en interne sous la direction de Wilhelm Hofmeister, chef du département de développement des carrosseries à l’époque. Giovanni Michelotti - qui avait travaillé sur la carrosserie de la BMW 700 - n’a eu qu’un rôle de conseiller. La voiture avait un moteur quatre cylindres de 1,5 litre avec arbre à cames en tête et une puissance de 59 kW (80 ch), la première version du moteur M10 de BMW conçu par Alexander von Falkenhausen. Le moteur M10 a été utilisé dans la BMW Série 3 — et plus précisément pour les 316 et 318 — jusqu’en 1988. La voiture avait une vitesse de pointe de 150 km/h et (avec un poids à vide de 1 050 kg) accélérait de zéro à 100 km/h en 16 s. La capacité du réservoir était de 53 litres — la consommation était de 10 l/100 km. Ce qui était remarquable, c’était la bonne souplesse du moteur — malgré sa puissance nominale élevée — qui, en reprise, pouvait accélérer en douceur à partir de 25 km/h sur le rapport le plus élevé. Une caractéristique distinctive du véhicule était le bloc d'éclairage arrière à trois compartiments, dont l'inférieur contenait les feux arrière et les clignotants (mais pas le feu stop, ce qui était assez courant à l’époque).
La première BMW 1500 est sortie de la chaîne de montage en août 1962. Lors du Salon de Francfort (IAA) de 1961, le prix d’achat était annoncé à 8 500 Deutsche Mark. Cependant, ce prix n’a pas pu être réalisé et le prix de vente officiel de la voiture quatre portes était donc de 9 485 Deutsche Mark, ce qui, compte tenu de l’inflation, correspond actuellement à environ 21 000 euros. Au total, 23 807 unités ont été produites jusqu’en décembre 1964 ; en 1991, seuls 78 véhicules BMW 1500 étaient enregistrés auprès de la Kraftfahrt-Bundesamt.

### BMW 1600
Article principal : BMW 1600
En mars 1964, la BMW 1500 a été complétée par la BMW 1600 (Type 116) avec un moteur de 1,6 litre et 61 kW (83 ch), la production de la BMW 1500 se terminant fin 1964. La BMW 1600 a été produite jusqu’en avril 1966. La BMW 1600 deux portes et plus compacte a été présentée au Salon international de l'automobile de Genève en mars 1966 pour marquer le 50e anniversaire de la Bayerische Motoren Werke. Pour éviter toute confusion avec la BMW 1600 quatre portes, la désignation a été officieusement complétée par un "-2". La BMW 1600-2 a établi la gamme indépendante BMW Série 02 (Type 114) et a reçu la désignation 1602 à partir de 1971.

### BMW 1800
Article principal : BMW 1800
En 1963, la BMW 1800 (Type 118) a été ajoutée avec un moteur agrandi à 1,8 litre avec 66 kW (90 ch), également présent dans la variante sportive BMW 1800 TI (Turismo Internazionale) avec une puissance moteur accrue de 81 kW (110 ch). Le moteur de la 1800 s’appuyait sur les qualités remarquables de l’unité de la 1500, encore améliorées par un meilleur tourbillonnement du mélange air-carburant. Encore une fois, le résultat a été une courbe de performances et de couple extrêmement favorable aux conditions de l’époque, avec une consommation de carburant relativement faible (si un carburateur à tirage descendant était utilisé). Les ingénieurs ont atteint une puissance moteur nettement plus élevée dans la 1800 TI (Turismo Internazionale) grâce à deux carburateurs horizontaux de Solex et a une augmentation de la compression à 9,5:1.
À partir de 1968, il y avait un nouveau moteur, qui était basé sur le bloc moteur de la BMW 2000 et qui avait une course beaucoup plus courte. La puissance et le couple maximum n’ont pas changé, mais la courbe de couple était encore plus favorable qu’auparavant. Dans le même temps, l’extérieur, en particulier la partie avant, a été légèrement modifié; elle a reçue des pneus de 14 pouces plus grands, plus larges et redessiné et le tableau de bord a reçu un volant à trois branches. De plus, la suspension pour les roues arrière et le système de freinage ont été améliorés (servofrein : frein à double circuit avec distribution HT et 4 cylindres de frein à l’avant), et deux joints homocinétiques ont été introduits sur chacun des arbres de transmission.
La BMW 1800 avec phares ronds a été remplacée en 1970 par la BMW 2000 de 1,8 L, la BMW 1800 a quant à elle repris l'aspect du modèle 2000 avec des phares larges et rectangulaires et des feux arrière plus grands.
En 1965, en plus des types standard, le modèle spécial BMW 1800 TI/SA (SA = Sonderausführung) a été fabriqué en 200 exemplaires en tant que voiture d’homologation pour le sport automobile. Le véhicule n’a été livré qu’aux pilotes de course et sportifs licenciés en Europe et aux États-Unis. Techniquement, la BMW 1800 TI/SA se caractérise par les modifications suivantes : modifications importantes du moteur (vannes plus grosses, arbre à cames à 300°, deux carburateurs Weber, compression à 10.5:1, vilebrequin avec 8 contrepoids, donc "au moins" 130 ch à 6 100 tr/min), vitesse de pointe supérieure à 180 km/h (valeur du test d’Auto motor und sport : 192 km/h), jambes de force avant avec roulements et moyeux plus grands et disques de frein plus grands, barre anti-roulis plus solides à l’avant et à l’arrière, boîte de vitesses à cinq rapports et un rapport de direction plus direct. Visuellement, la BMW 1800 TI/SA est en grande partie la même que la 1800 TI, elle n’a donc qu’une plaque signalétique BMW 1800 TI. À l’intérieur, la TI/SA se reconnaît à des sièges baquets spéciaux de Restall-Masterfit, à un grand compte-tours saillant et à un volant spécial en bois.

### BMW 2000 TI/tilux/tii
Article principal : BMW 2000
Six mois après la présentation du coupé BMW 2000 CA (Type 120), la BMW 2000 berline quatre portes (Type 121) apparaît début 1966 avec une forme légèrement différente de la BMW 1800 : au lieu de simples phares ronds, il y avait des phares rectangulaires plus larges, ainsi que des feux arrière plus grands. Le châssis était la version renforcée déjà utilisée sur la 2000 coupé.
À partir de mi-1966, il y avait aussi une variante plus sportive, la BMW 2000 TI avec deux carburateurs et 120 ch (88 kW), qui, comme la BMW 1800 TI, avait des phares ronds et des feux arrière étroits, et une variante plus luxueusement équipée, la BMW 2000 TI-lux (plus tard renommée "tilux") avec le même moteur mais la carrosserie de la BMW 2000 avec des phares rectangulaires. En 1968, diverses améliorations ont été apportées au châssis (voir BMW 1800). La BMW 2000 tilux a été remplacée par la 2000 tii fin 1969. Son moteur délivrait 130 ch (96 kW) et était le premier moteur de BMW à injection dans le collecteur. Le deuxième "i" ("injection") représente l’injection de carburant mécanique Kugelfischer utilisée.

Les BMW «Neue Klasse» berlines
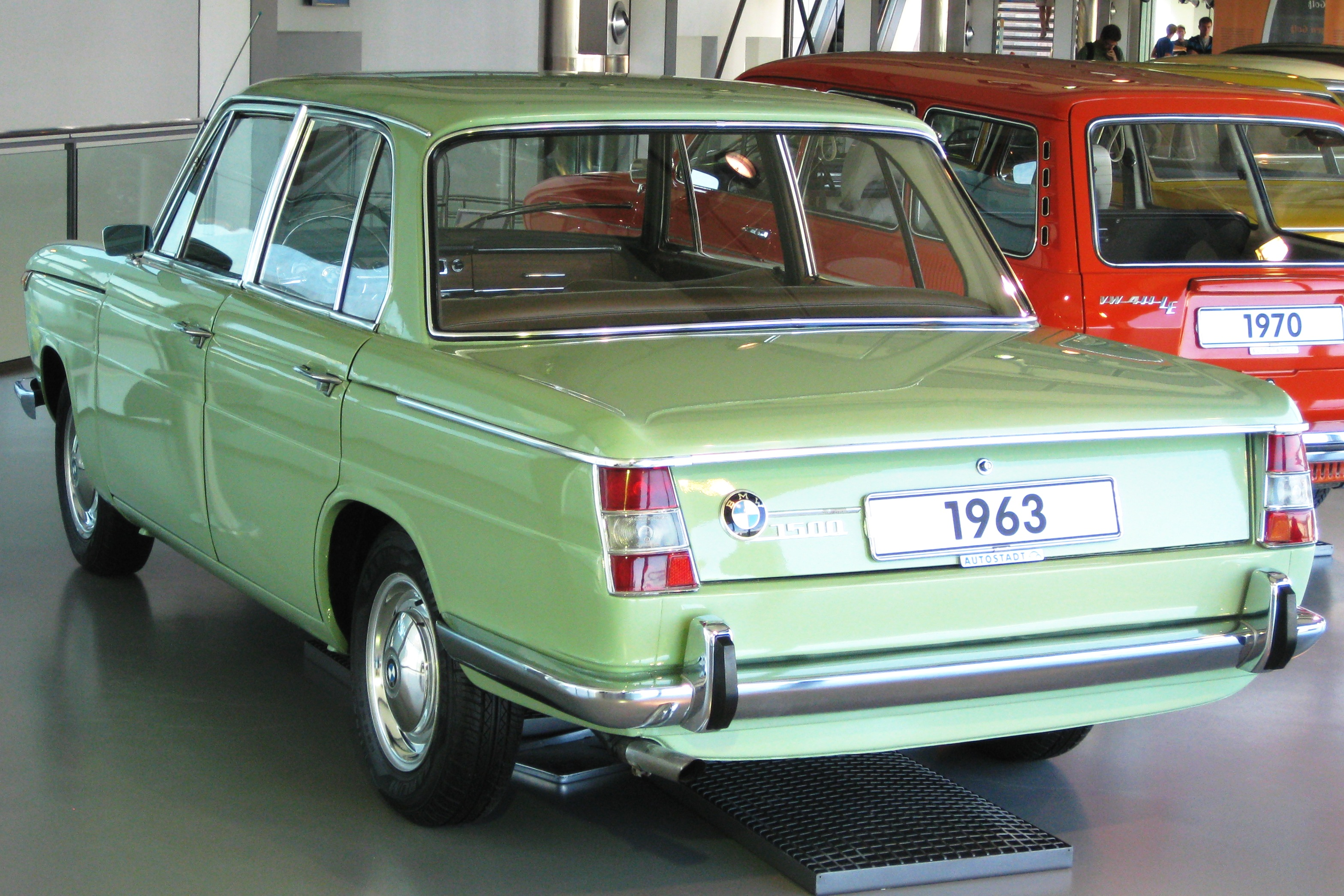
BMW 1500
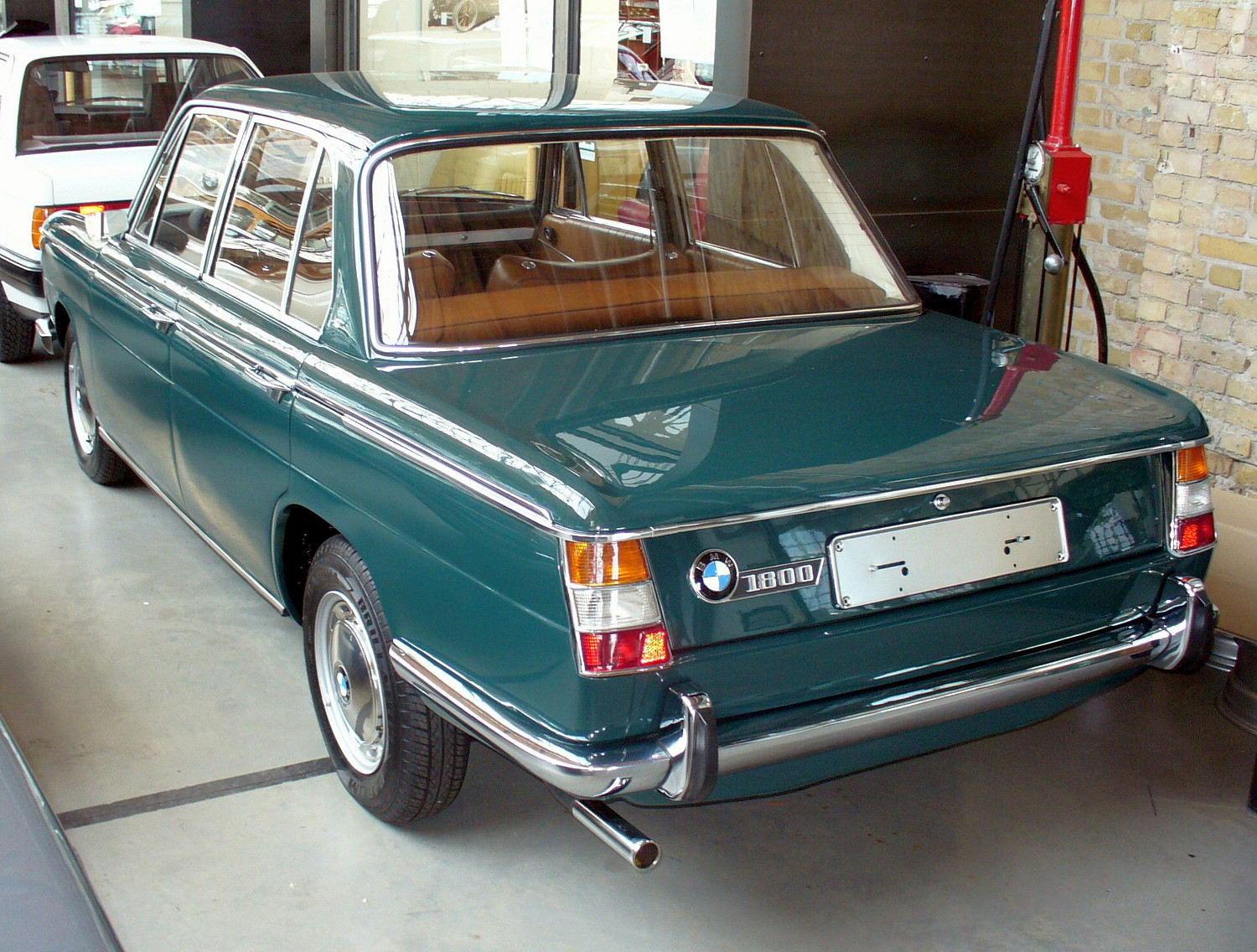
BMW 1800
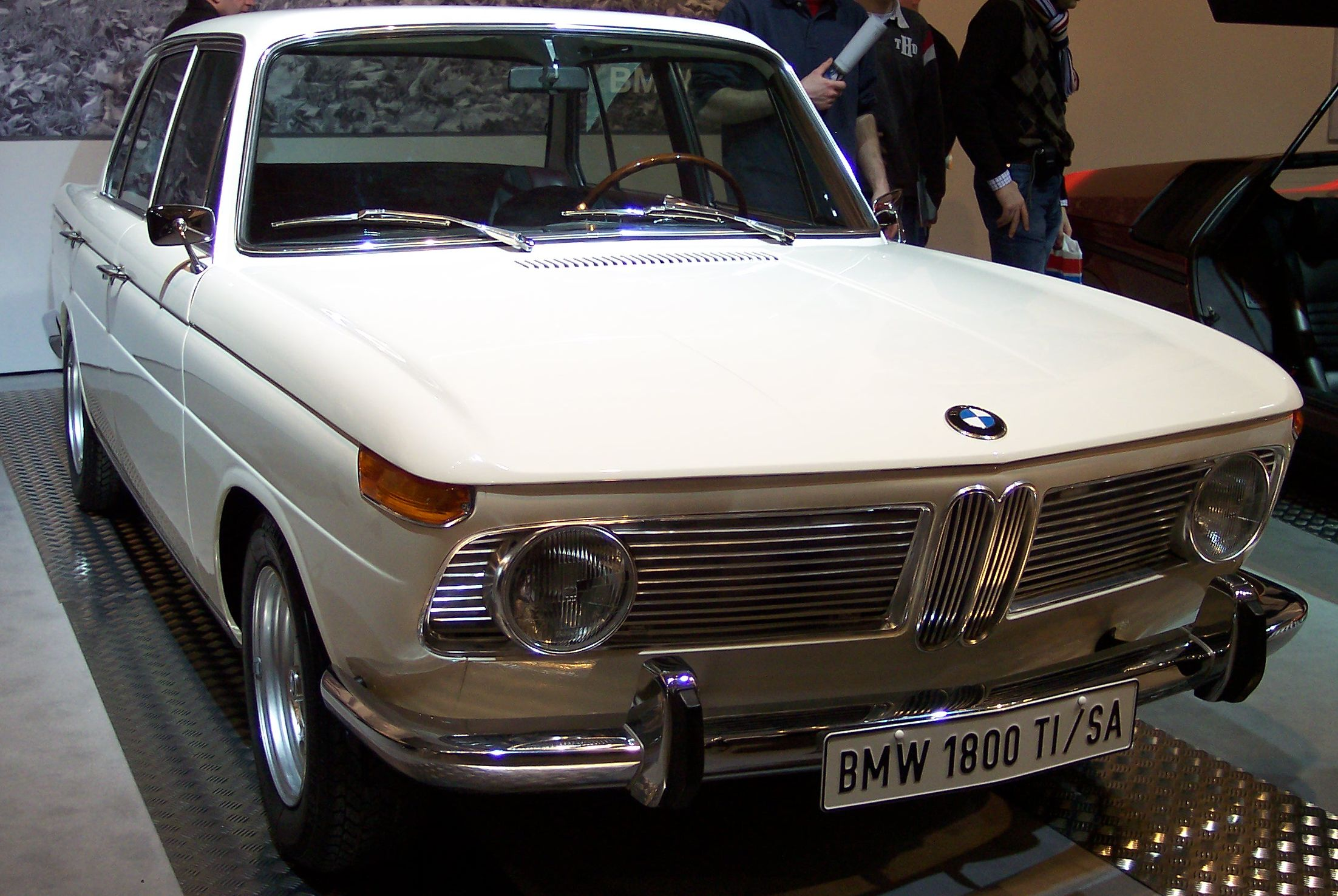
BMW 1800 TI/SA
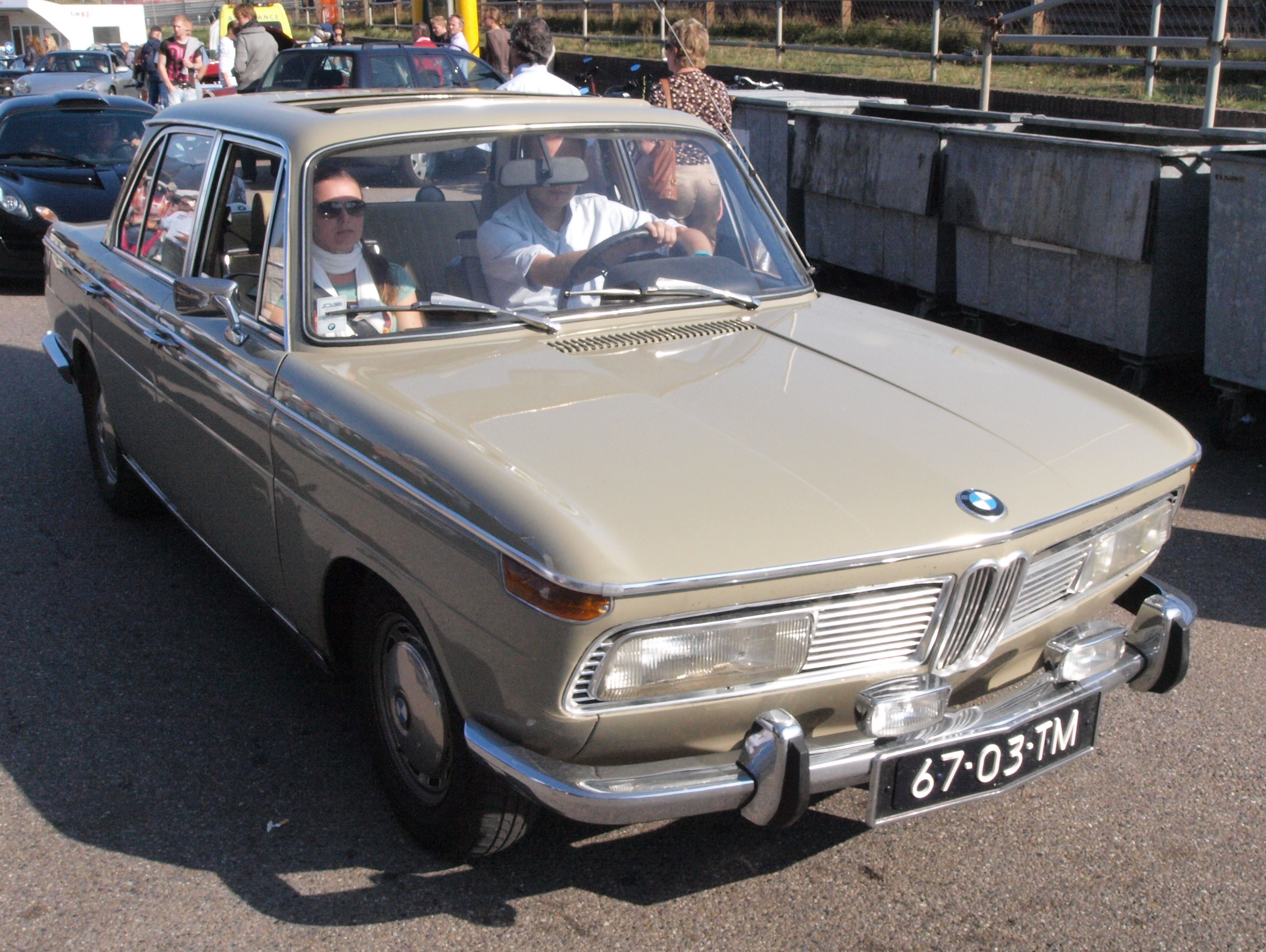
BMW 2000
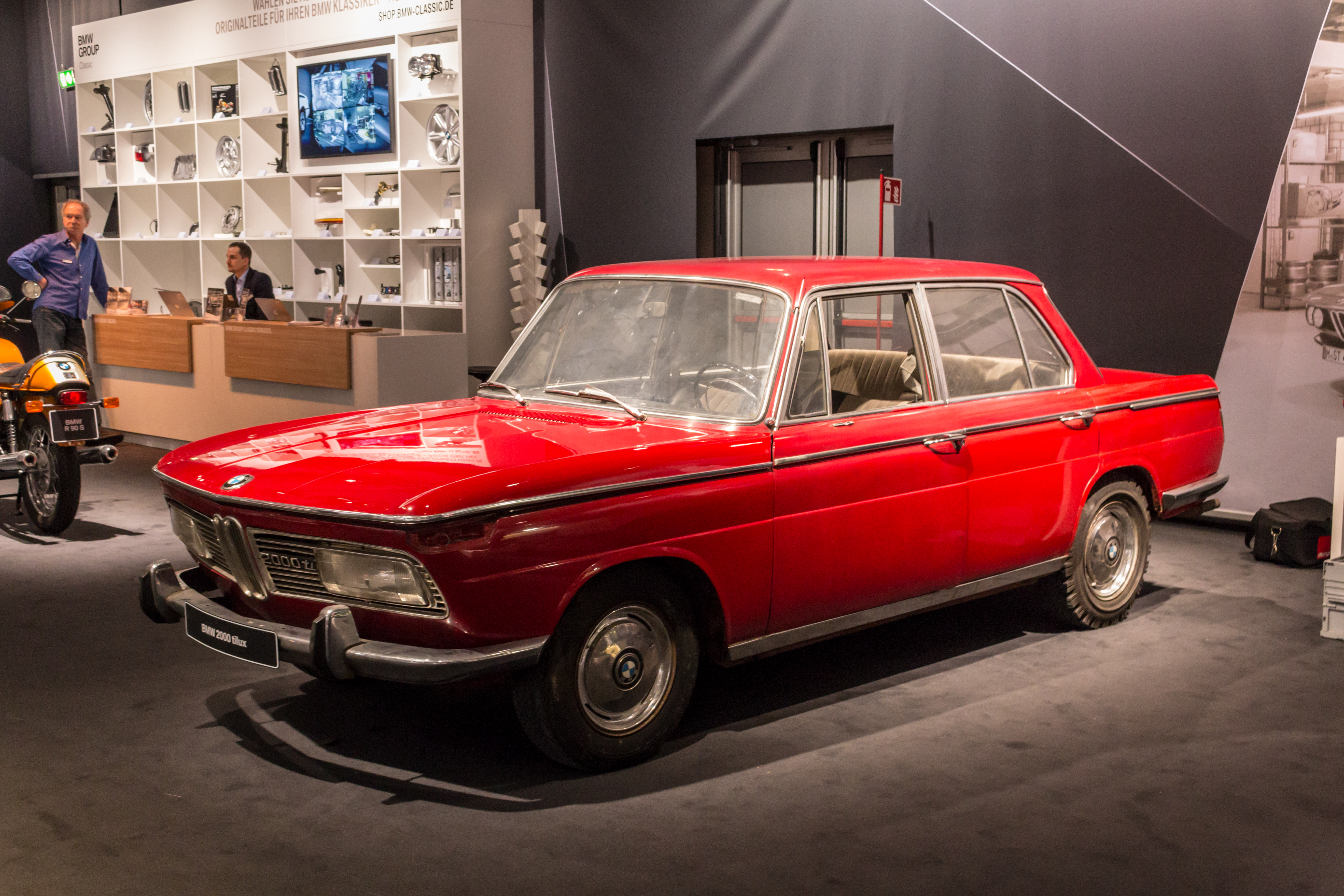
BMW 2000 tilux
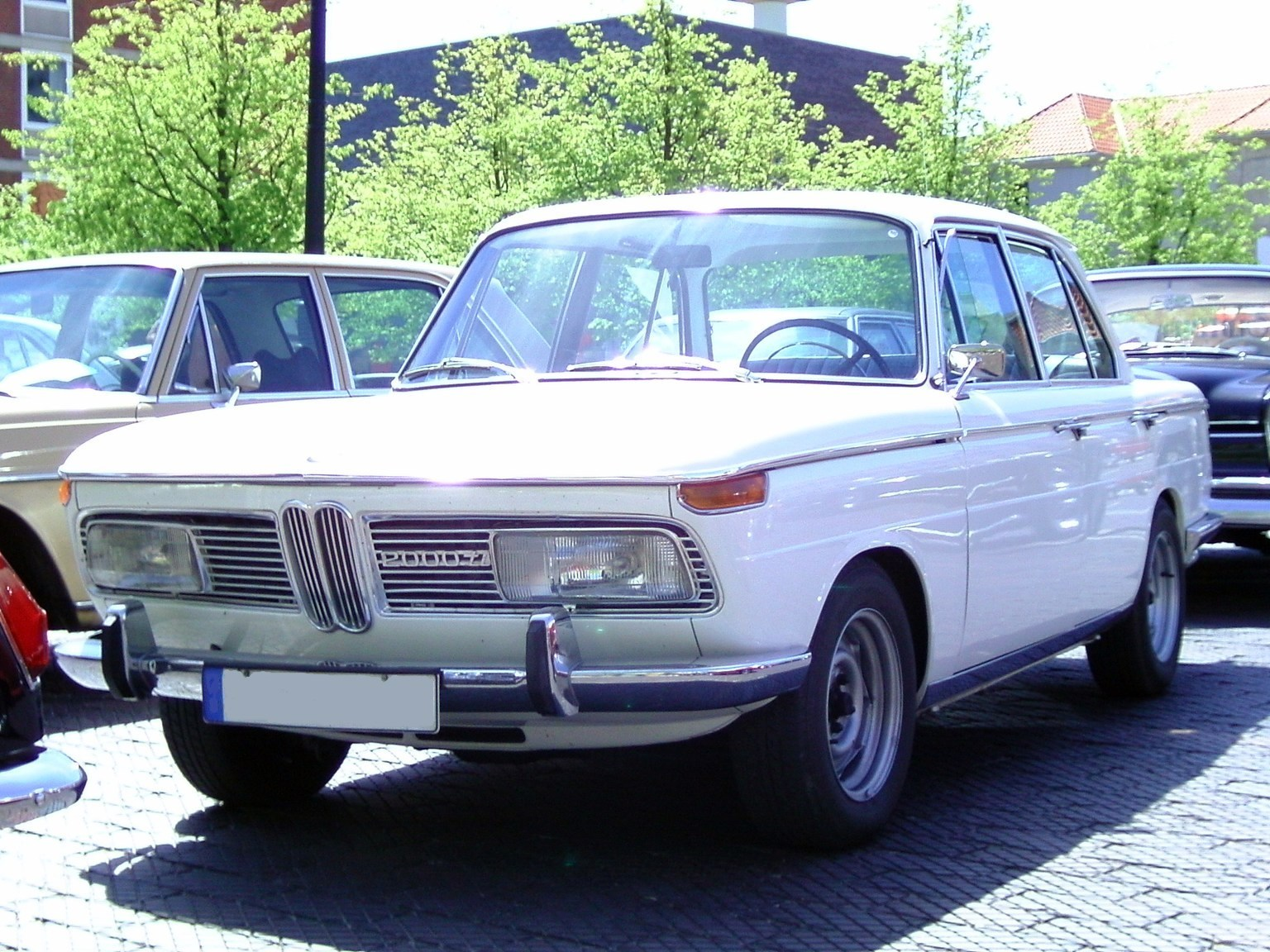
BMW 2000 tilux
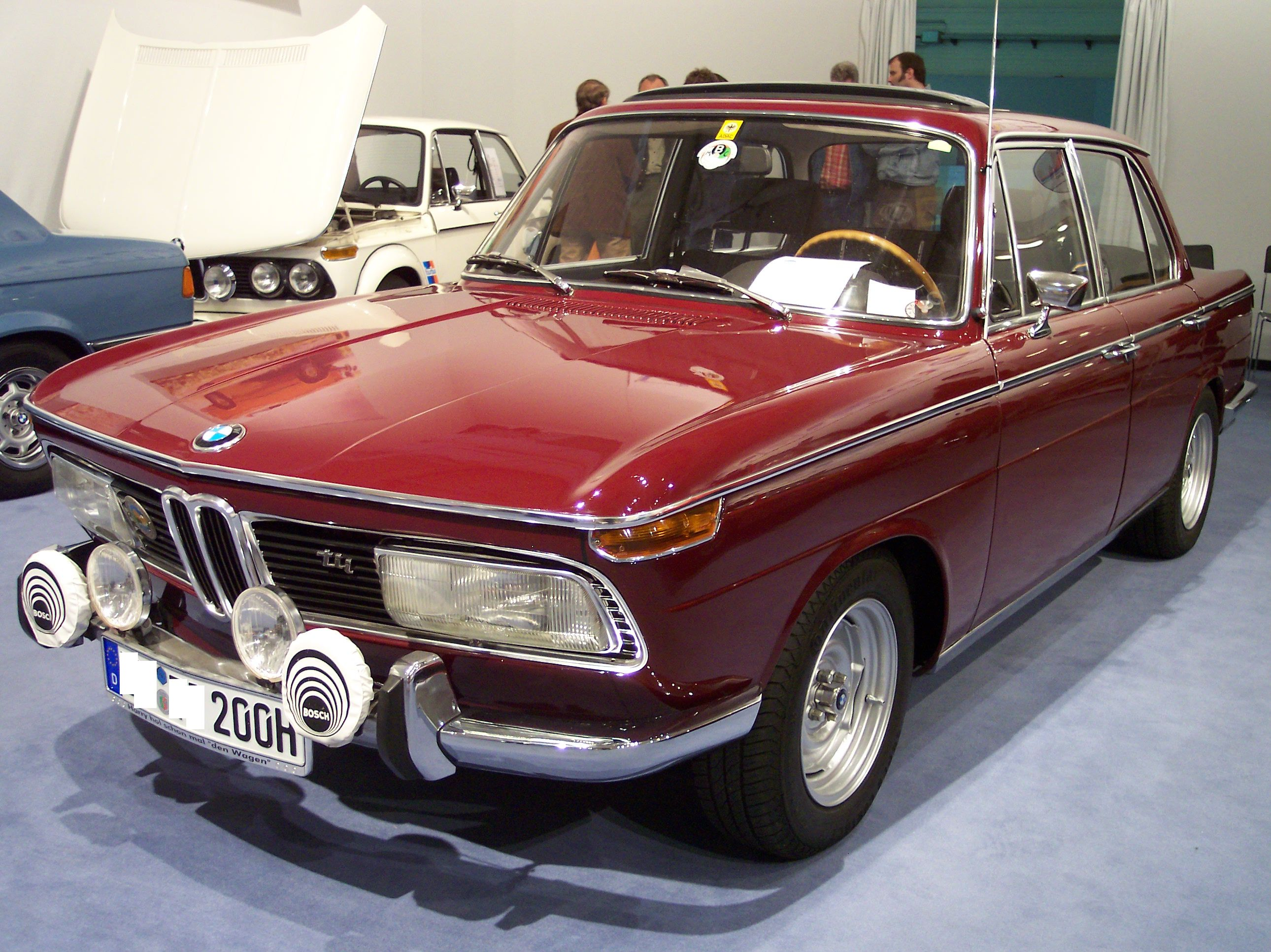
BMW 2000 tii
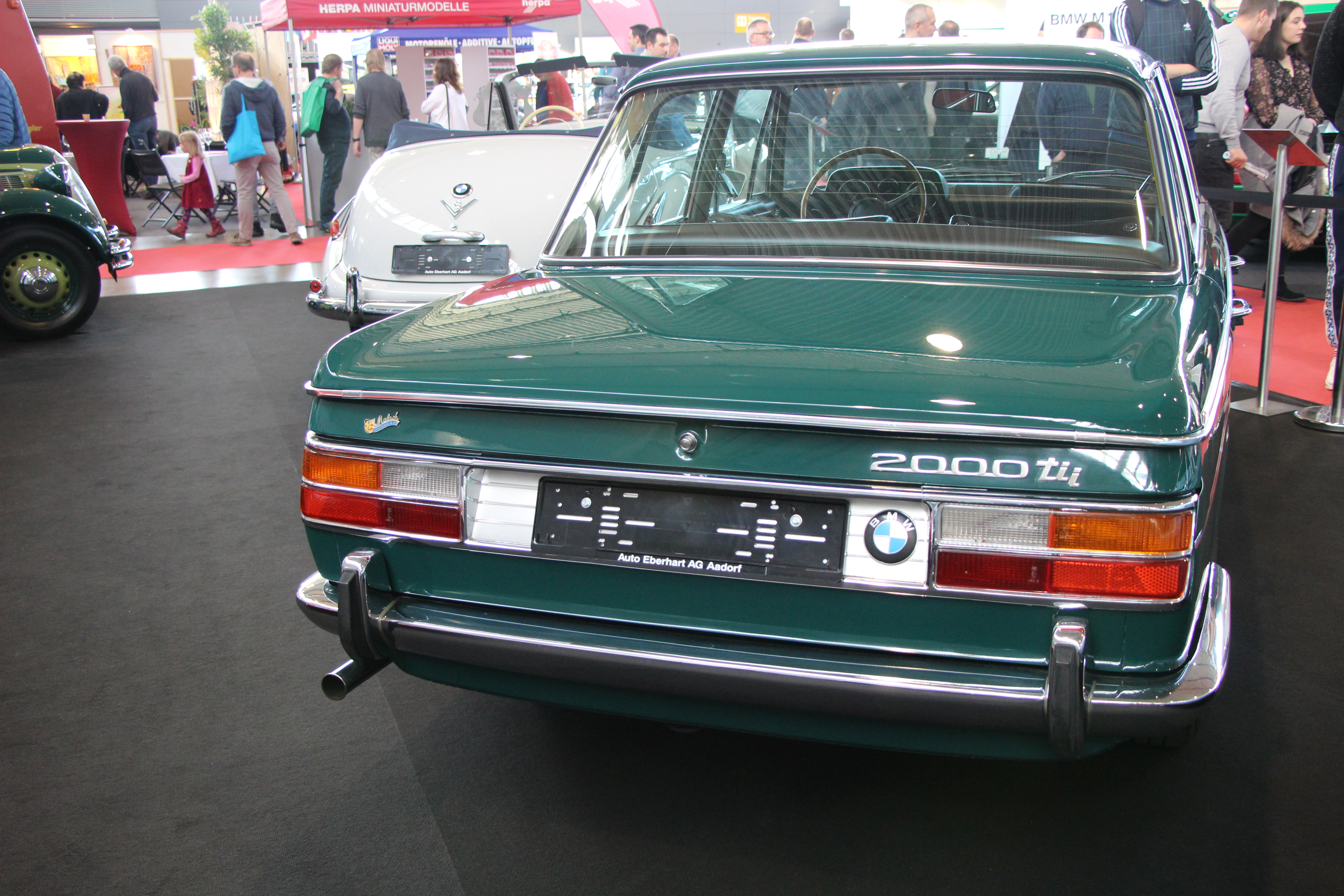
BMW 2000 tii, vue arrière

## Sports mécaniques

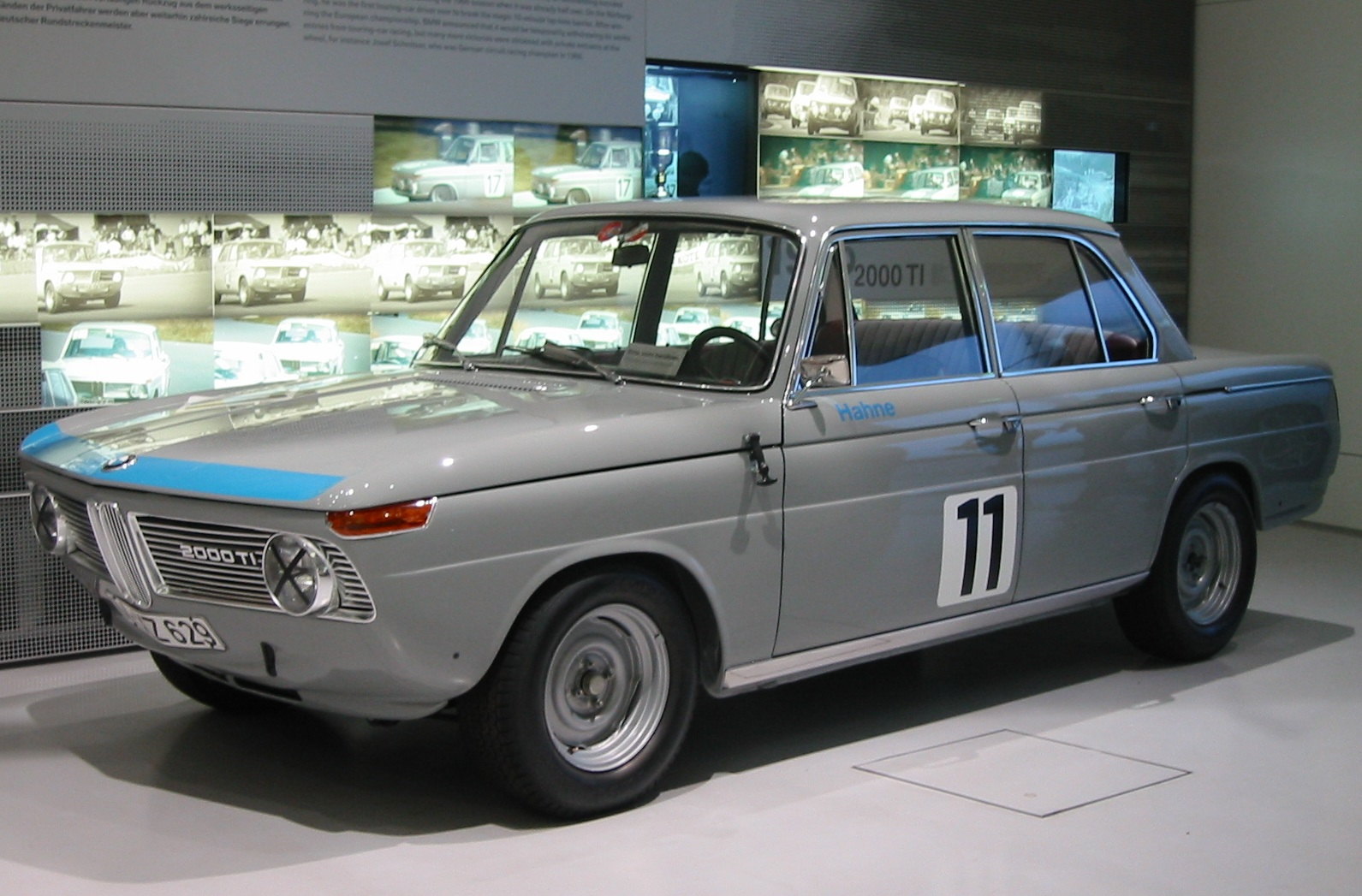
La BMW 2000 TI d’Hubert Hahne (1966)

En 1964, Hubert Hahne a dominé le championnat du circuit allemand dans une BMW 1800 TI, remportant 14 des 16 courses. La même année, Hahne a remporté la victoire au général lors de la course des 12 heures du Nürburgring dans la catégorie des voitures de tourisme.
En 1965, Pascal Ickx et Gérard Langlois von Ophem remportent les 24 heures de Spa-Francorchamps au volant du bolide d’usine et des pilotes privés ambitieux remportent de nombreuses victoires au volant de la BMW 1800 TI/SA.
En 1966, Hubert Hahne est devenu le premier pilote de voiture de tourisme à boucler le Nürburgring-Nordschleife en moins de dix minutes dans une BMW 2000 TI. Lors d’une course de soutien pour le Grand Prix automobile d'Allemagne le 6 août 1966, il a parcouru le parcours en 9:58,5 (ou 9:58,9) minutes. La même année, sur une BMW 2000 TI, il remporte les 24 heures de Spa-Francorchamps avec Jacky Ickx et également le Championnat d'Europe FIA des voitures de tourisme.
Les autres pilotes bien connus de ces voitures de tourisme quatre portes étaient Rauno Aaltonen, Dieter Basche, Heinz Eppelein, Dieter Glemser, Jürgen Grähser, Ferfried de Hohenzollern, Helmut Kelleners, Hans-Peter Koepchen, Nicolas Koob, Hans Koster, Freddy Kottulinsky, David van Lennep, Gijs van Lennep, Wim Loos, Willy Mairesse, Klaus Miersch, Dieter Quester, Clemens Schickentanz et Josef Schnitzer.

## Neue Klasse coupé

### BMW 2000 C/CA/CS

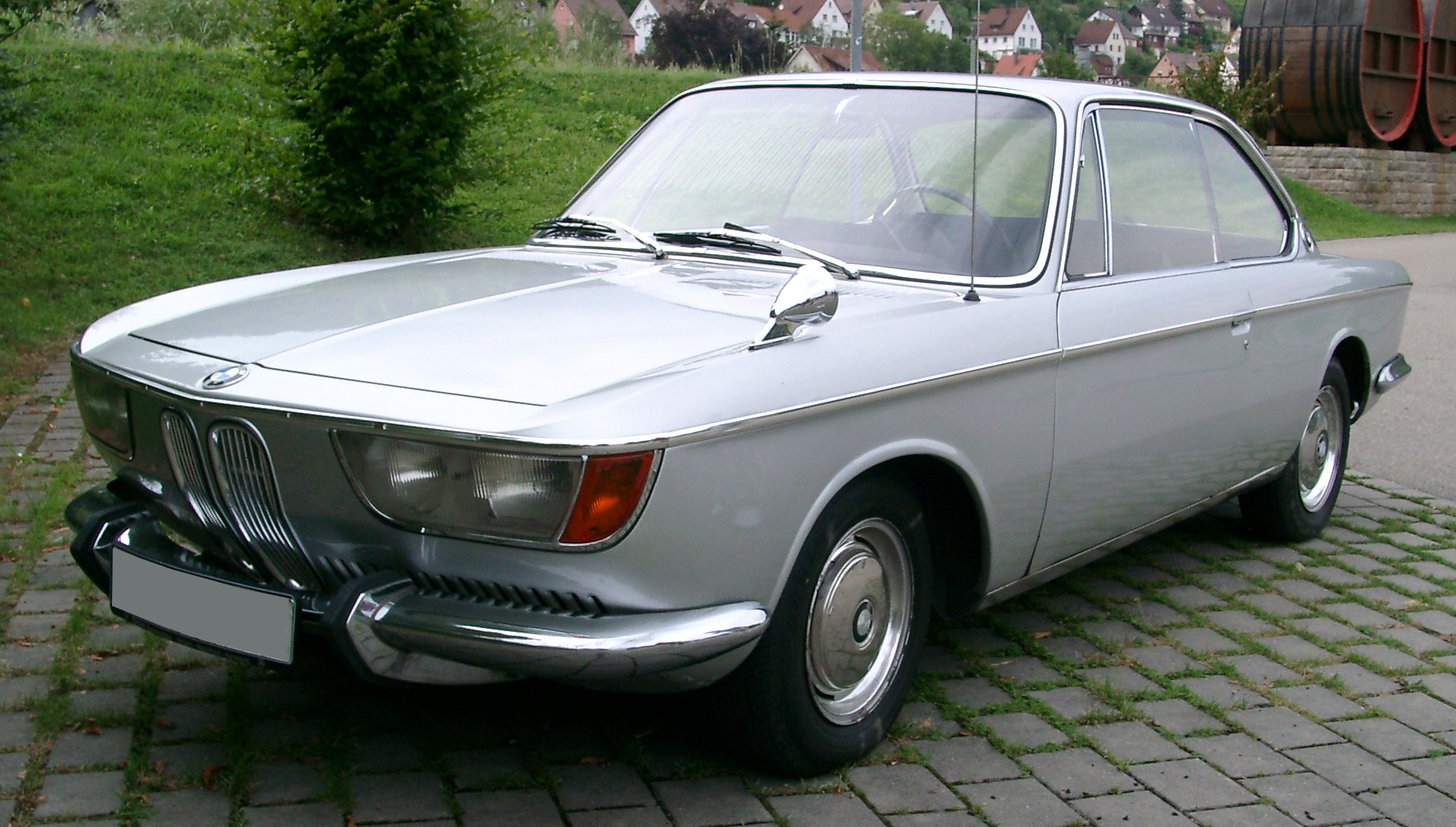
BMW 2000 CS (1965–1970)

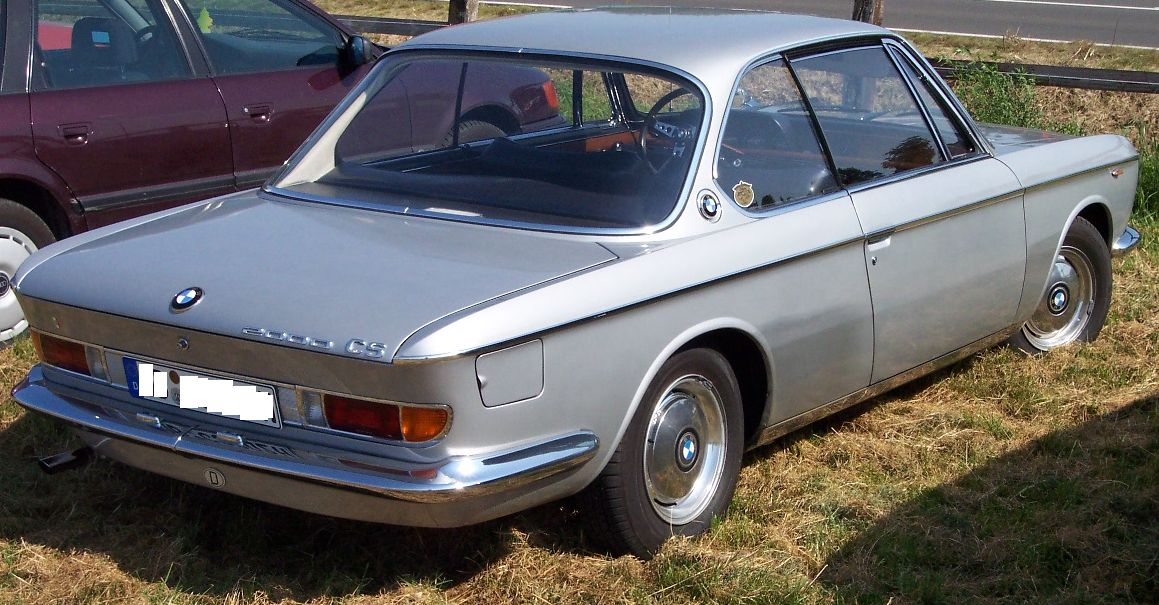
Vue arrière

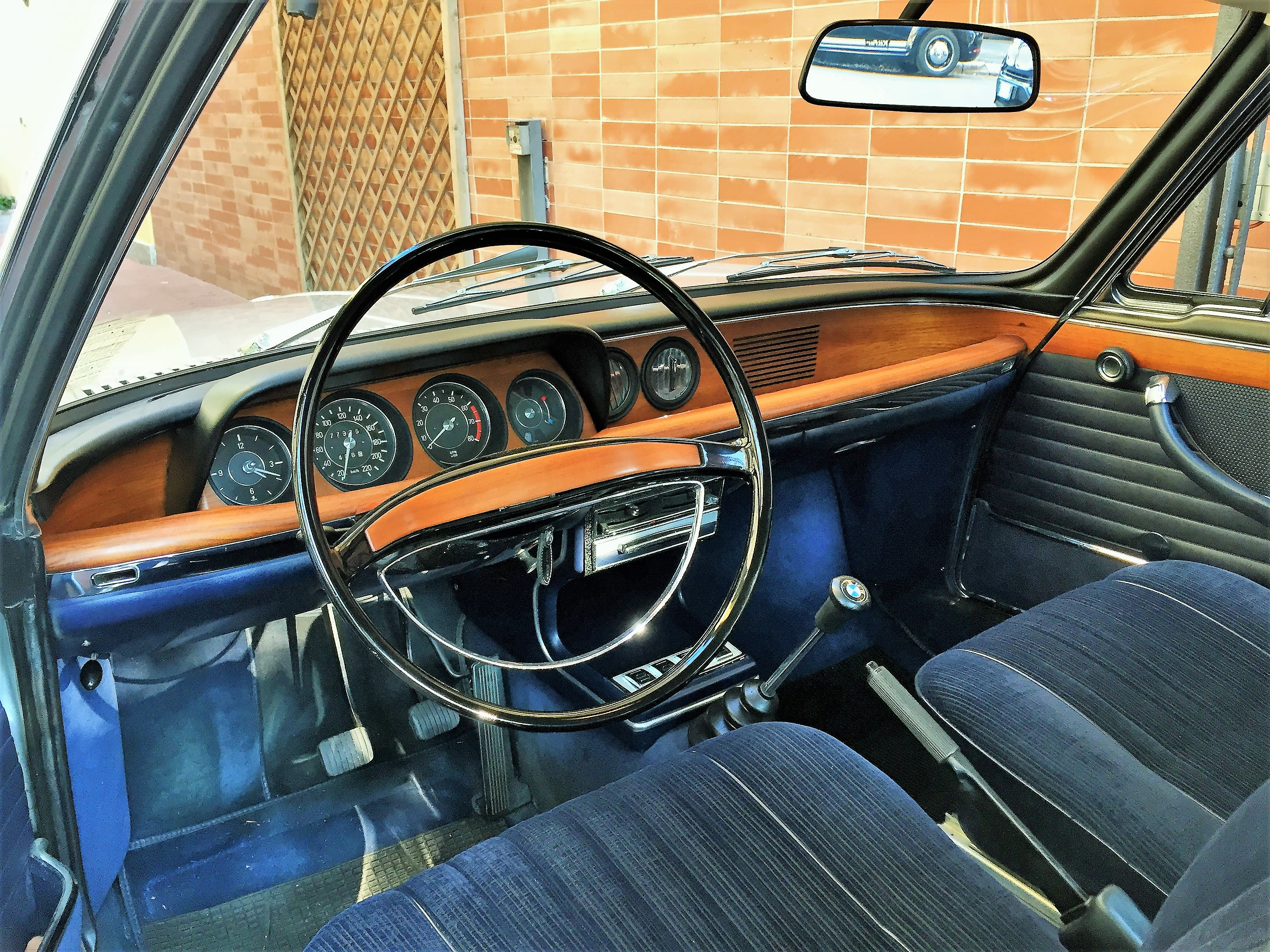
Espace intérieur

La Neue Klasse coupé conçue par le designer de BMW, Wilhelm Hofmeister ("pli Hofmeister"), a été présentée en juin 1965 en tant que "voiture de tourisme avec un cœur sportif et confortable pour les longs trajets". Ce n’est que le 22 novembre 1965 que Karmann d’Osnabrück a commencé à produire les carrosseries du coupé.
Le châssis correspondait en grande partie à celui des types berlines. Le moteur quatre cylindres de 1,8 litre a été alésé à 2,0 litres, la forme de la chambre de combustion a été repensée et la résistance à l’écoulement encore été réduite par des voies d’admission modifiées. Le nouveau moteur était complété par un carburateur Solex. Il était disponible avec 120 ch dans la BMW 2000 CS (Type 120) et avec 100 ch dans la BMW 2000 CA avec une transmission automatique à trois vitesses. La voiture a été proposée en tant que BMW 2000 C avec 100 ch et transmission manuelle de mai 1967 à 1968. Seulement 443 unités de la BMW 2000 C ont été fabriquées. Bien que la BMW 2800 CS (Type E9) ait été présentée en septembre 1968, les BMW 2000 CA et CS sont restées dans la gamme BMW en tant qu’alternative à prix raisonnable jusqu’au milieu des années 1970. Chez Wilhelm Karmann GmbH, exactement 13 151 carrosseries sont sorties de l’usine entre le 22 novembre 1965 et le 11 juillet 1970, et exactement 549 véhicules complets entre le 18 août 1968 et le 24 février 1970, soit un total de 13 700 Neue Klasse coupé.
La couleur gris argent disponible pour le coupé BMW 2000 (appelée "Polaris Neu" chez BMW) était inhabituelle dans la rue à l’époque, et la voiture était souvent commandée avec la couleur "Chamonix" (ivoire).

## Succès économique

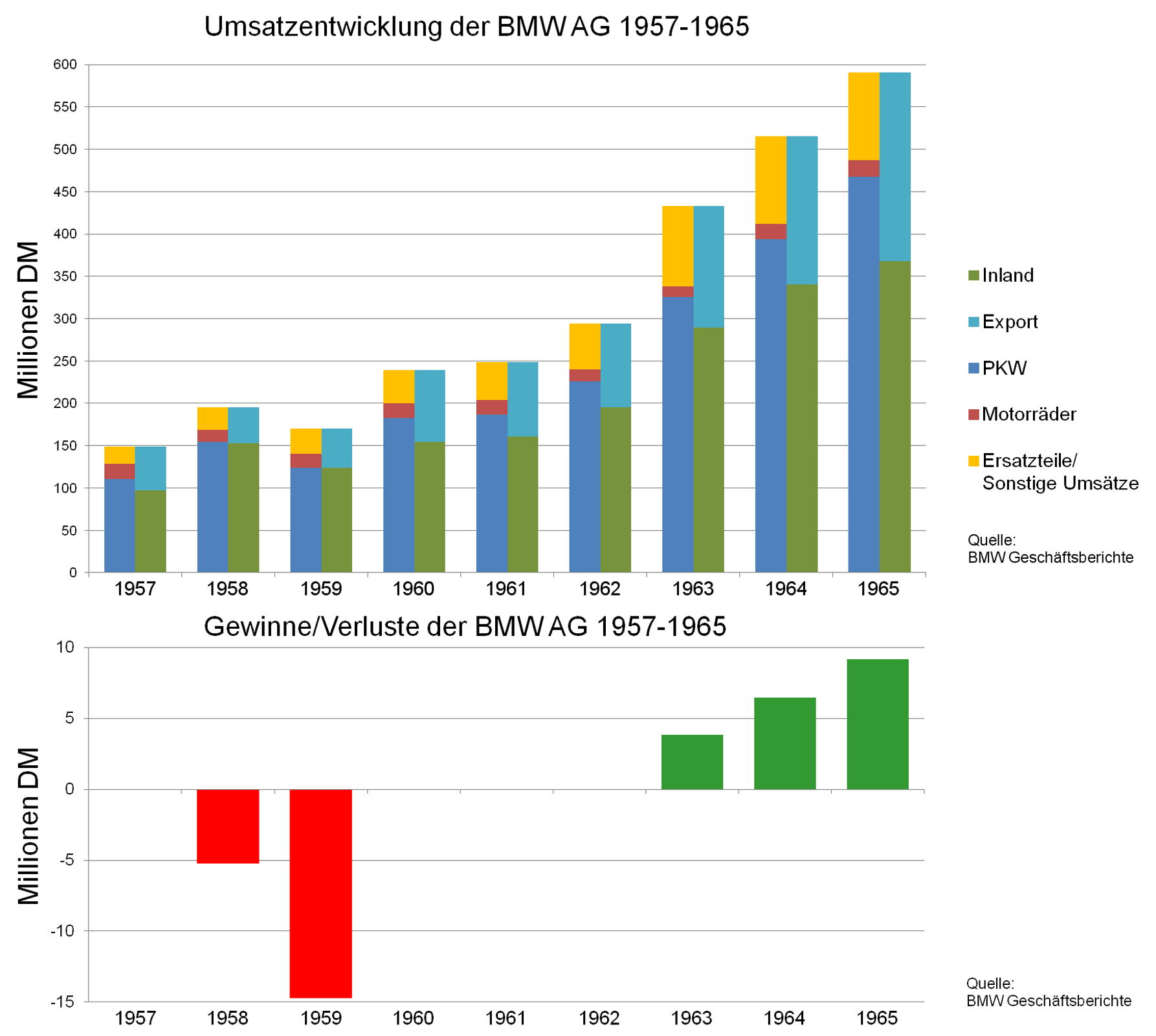
Ventes, profits et pertes de BMW AG entre les années 1957 et 1965.

BMW travaillait sur des concepts de voiture intermédiaire depuis 1953/4, mais au départ, il n’y avait pas les moyens financiers de la mettre en œuvre. Rétrospectivement, Der Spiegel écrivait en 1965 qu’en 1959/60, BMW ne construisait que des voitures pour les "directeurs généraux".
Après que la BMW 700 ait ramené BMW AG dans une zone de profit,, MAN (Maschinenfabrik Augsburg-Nürnberg) a pris une participation de 50 % dans le capital social de la filiale BMW Triebwerkbau GmbH et a également contracté un emprunt de 20 millions de Deutsche Mark sur dix ans et l’industriel Herbert Quandt, par son engagement financier considérable dans la restructuration de BMW et en obtenant des crédits de fonds de roulement, avait contribué à ce que les banques reprennent confiance dans l’entreprise, donc toutes les conditions préalables pour la production de la voiture moyenne étaient acquises. La production en série de la BMW 1500 a commencé en août 1962. A cette époque, BMW avait 20 000 commandes pour la voiture.
En 1962, l’exercice se clôture sans bénéfice, mais aussi - contrairement aux prévisions - sans perte; les ventes se sont élevées à 294 millions de Deutsche Mark. Au cours de l’exercice 1963, les ventes ont augmenté de 47 % par rapport à 1962 pour atteindre 433 millions de Deutsche Mark et, pour la première fois depuis exactement deux décennies, l’usine a versé un dividende de 6 %. Grâce à la politique commerciale et typologique de la nouvelle direction, les travaux de rénovation furent menés à bien dès 1964. La Neue Klasse est devenue un énorme succès avec un total de 329 626 berlines produites jusqu’en 1972.

## Point de départ pour les gammes BMW ultérieures

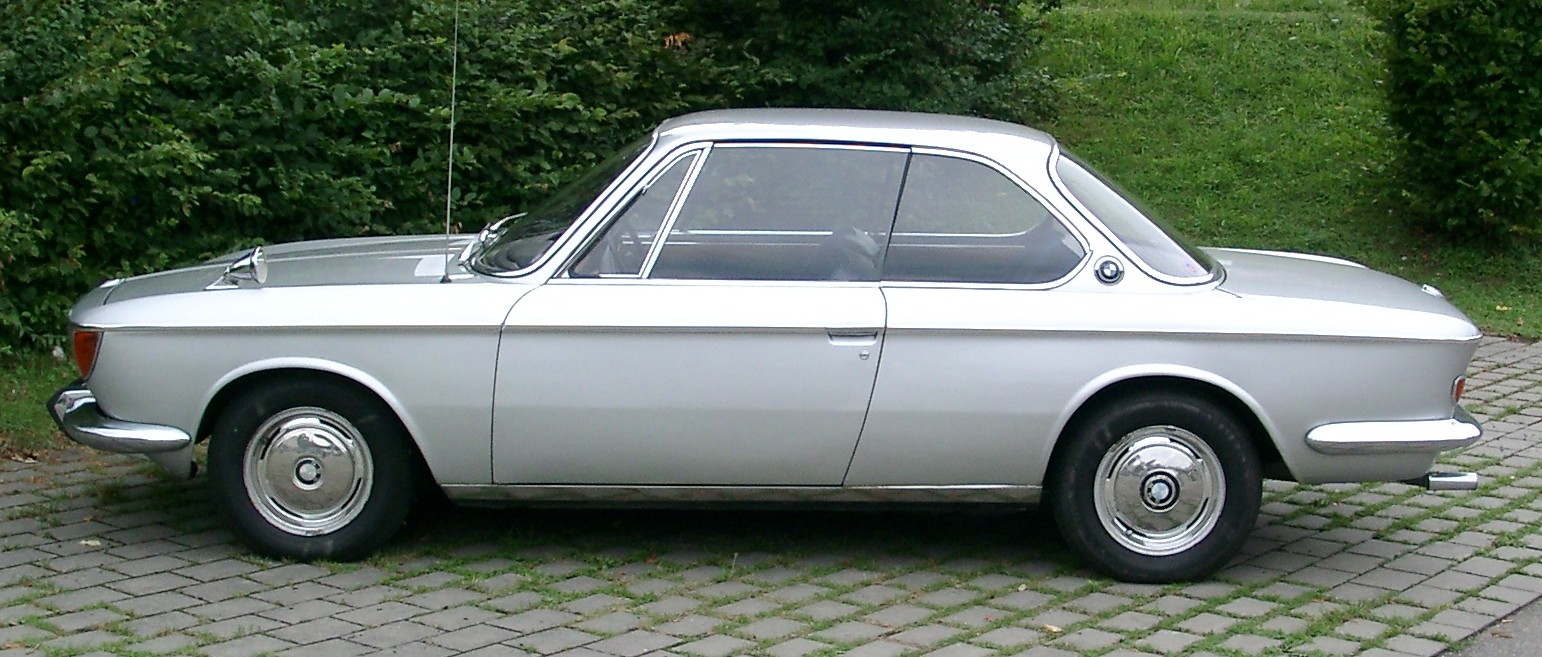
Vue de côté de la BMW 2000 CS qui montre le parallèle avec la BMW E9.

La Neue Klasse a constitué le point de départ de nombreuses gammes BMW ultérieures. Aujourd’hui encore, presque tous les modèles BMW ont le "pli Hofmeister" caractéristique dans le montant C, qui a été présenté sur la BMW 3200 CS et qui a été introduit pour la première fois en grand nombre sur la Neue Klasse. La gamme indépendante BMW Série 02 (Type 114) est dérivée de la Neue Klasse; La gamme E3 de luxe, produite à partir de 1968, était également stylistiquement liée à la Neue Klasse. Leur variante coupé, à commencer par la BMW 2800 CS (E9) présentée en 1968, ressemblait à un tout nouveau véhicule, mais les carrossiers munichois ne lui ont en fait donné qu’une version modifiée - comme le montre clairement la vue latérale de la BMW 2000 CS - avec une partie avant plus longue (pour le moteur six cylindres M30) et des doubles phares. Les successeurs de ces gammes ont établi le système BMW Série qui est toujours valable aujourd’hui : la BMW Série 02 a été remplacée par la BMW Série 3 (E21) en 1975, la Neue Klasse a été remplacée par la BMW Série 5 (E12) en 1972, la BMW E9 a été remplacée par la BMW Série 6 (E24) en 1975 et la luxueuse BMW E3 a été remplacée par la BMW Série 7 (E23) en 1977.

## Neue Klasse électrique (2025)
Une famille de modèles totalement électriques, connue sous le nom de Neue Klasse, est prévue pour 2025 chez BMW.
Un concept car préfigurant un modèle Neue Klasse est annoncé pour le CES de Las Vegas, en janvier 2023.